# Léopold Delisle
Léopold Delisle (Valognes, 24 d'octubre de 1826 - Chantilly, 22 de juliol de 1910) va ser un bibliotecari, paleògraf i historiador francès.
Va arribar a ser l'administrador en cap de la Bibliothèque Nationale de París.

## Inicis
Leopold Delisle es va criar a Valognes, on va assistir a l'historiador i arqueòleg Charles de Gerville, que el va introduir a l'estudi de les fonts manuscrites de la Normandia medieval. Va acabar els seus estudis a l'École des Chartes amb una tesi titulada Essai sur les revenus publics en Normandie au XIIe siècle (1849). Dedicant les seves primeres investigacions a la història de la seva província natal, el seu llibre Études sur la condition de la classe agricole et l'état de l'agriculture en Normandie au Moyen Âge (1851), que abasta una enorme massa de fets extrets d'arxius locals, va ser reeditat el 1905 sense canvis i segueix sent un llibre de referència.
El 1852 es va incorporar a l'edat de 26 anys del Departament de Manuscrits de la Biblioteca Nacional. Ja conegut com l'autor de diversos inventaris de manuscrits inestimables, quan el govern va decidir imprimir un catàleg general de les impressions de la biblioteca, Delisle es va convertir en el director d'aquesta gran empresa, on va participar activament. Va completar els quatre volums del Cabinet des manuscrits de la Bibliothèque impériale el 1881. Va oferir una història detallada de la biblioteca i la seva gestió en el prefaci del primer volum (1897).

## La Bibliothèque nationale
El 1874, va succeir en el càrrec al director general Jules-Antoine Taschereau de la Biblioteca Nacional, que va ocupar fins a 1905. Sota la seva administració, la biblioteca s'enriqueix amb nombroses donacions, llegats i adquisicions, especialment mitjançant la compra d'una part dels manuscrits del Comte d'Ashburnham. Es va demostrar que la majoria dels manuscrits d'origen francès que Ashburnham havia comprat a França, en particular els que es compren Barrois llibreria, havia estat robada per Guglielmo Libri, inspector general de les biblioteques sota el rei Lluís Felip I de França i obtingut per orde ministerial, per a la biblioteca, l'autorització de la redempció de manuscrits. Llavors va realitzar el Catalogue des manuscrits des fonds Libri et Barrois (1888), on va registrar la història de la col·lecció d'aquests manuscrits.
Fou escollit membre de l'Académie des inscriptions et belles-lettres el 1859 i rebut a l'Acadèmia de Rouen 10 de gener de 1868, on va col·laborar amb els volums XXII i XXIII de la Col·lecció d'Historiadors de França (1865), que són de valor per al història social de França del segle xiii.
Va arribar a ser l'administrador en cap de la Bibliothèque Nationale de París, ocupant-se especialment de la secció de manuscrits, de la qual refeu la història (Le Cabinet des Manuscrits, 4 volums, 1868-81). La seva producció científica fou molt extensa i variada. A més de col·leccions diplomàtiques importants, començà els catàlegs sistemàtics dels riquíssims fons de la Bibliothèque Nationale, en els quals donà a conèixer molts manuscrits d'origen català, alguns del papa Luna. Estudià també els manuscrits de l'Apocalipsi de Beatus (1880). En l'obra Rouleaux des morts (1867) publicà les encícliques mortuòries dels comtes Bernat Tallaferro i Guifré de Cerdanya.

## El científic
El jubileu dels seus cinquanta anys de presència a la Biblioteca Nacional es va celebrar el 8 de març de 1903. Després de retirar-se el febrer de 1905, encara va publicar un gran nombre d'informes oficials i catàlegs i una descripció de llibres i manuscrits impresos del Museu Condé de Chantilly donats pel duc d'Aumale a l'Institut. Delisle va escriure molts informes oficials i catàlegs valuosos, amb un gran nombre de memòries i monografies sobre punts relacionats amb la paleografia i l'estudi de la història i l'arqueologia (Mélanges de paléographie et de bibliographie (1880) amb un atles i articles a l'Album paléographique (1887).
Entre les seves obres purament històriques cal fer esment de la seva Mémoire sur les actes d'Innocent III (1857) i les seves Mémoire sur les opérations financières des Templiers (1889), una col·lecció de documents de gran valor per a la història de l'economia. El trentè segon volum de la Histoire littéraire de la France, en el qual va participar, és un treball de gran importància per a l'estudi de les cròniques llatines dels segles xiii i xiv.
Delisle va ser considerat com l'erudit europeu més important de l'Edat Mitjana. Wilfrid Blunt el va descriure a la seva Sydney Cockerell Life com la màxima autoritat del seu temps en els manuscrits, amb un coneixement de la diplomàcia, la paleografia i la impressió molt important. La seva capacitat per treballar en els catàlegs era fenomenal i els seus serveis en aquest sentit, a la Biblioteca Nacional no poden ser subestimats. El 10 de juny de 1857 Delisle es va casar amb Louise-Laure Burnouf filla de l'orientalista Eugène Burnouf.
Està enterrat al Cementiri Père-Lachaise (59a Divisió).

## Reconeixements
Va ser distingit com a Doctor honoris causa per la Universitat Jagellònica de Cracòvia el 1900.
En reconeixement seu el 1938, un carrer de París rep el seu nom.